# Metedron

Strukturformel för metedron.

Metedron, (RS)-1-(4-metoxifenyl)-2-(metylamino)propan-1-on, är en fenetylaminsläkting i katinonfamiljen och är en centralstimulerade drog.
Metedron är syskon med bland annat Mefedron och är en rc (Research Chemical).

## Effekter
Enligt rapporter av användare finns det en känsla av eufori, ökad energi och förvirring efter att ha tagit en dos av metedron.

## Legala aspekter
Efter att två rapporterade dödsfall skett efter metedronintag under sommaren 2009, så blev metedron narkotikaklassat i Sverige den 9 december 2009. Substansen ingår i förteckning I i Sverige, men finns för närvarande inte upptagen i förteckningarna i internationella narkotikakonventioner.